# Myotis velifer
Myotis velifer (Allen, 1890) è un pipistrello della famiglia dei Vespertilionidi diffuso nell'America Settentrionale e Centrale.

## Descrizione

### Dimensioni
Pipistrello di piccole dimensioni, con la lunghezza della testa e del corpo tra T90 e 104 mm, la lunghezza dell'avambraccio tra 40,1 e 44,2 mm, la lunghezza della coda tra 39 e 47 mm, la lunghezza del piede tra 9 e 10 mm, la lunghezza delle orecchie tra 12,5 e 15 mm.

### Aspetto
La pelliccia è lunga e lanosa. Le parti dorsali sono bruno-grigiastre, spesso con una chiazza priva di peli tra le scapole, mentre le parti ventrali sono giallo-brunastre o color crema, con la base dei peli più scura. Il muso è rosato. Le orecchie sono bruno-grigiastre, corte, strette e appuntite. Le membrane alari sono marroni e attaccate posteriormente alla base delle dita dei piedi, i quali sono relativamente grandi. La coda è lunga ed inclusa completamente nell'ampio uropatagio. Il cariotipo è 2n=44 FNa=50.

## Biologia

### Comportamento
Si rifugia nelle fessure all'interno di grotte, tunnel minerari, edifici e sotto i ponti formando colonie da 50 a 15.000 individui. L'attività predatoria inizia circa 30 minuti dopo il tramonto e vola direttamente verso fonti d'acqua per abbeverarsi prima di nutrirsi. Le femmine tornano ai rifugi dopo 2-3 ore per poi cacciare nuovamente una volta prima dell'alba. Alcune popolazioni durante i periodi freddi entrano in ibernazione, mentre altre migrano in zone più calde.

### Alimentazione
Si nutre di insetti, particolarmente di coleotteri, formiche volanti e falene.

### Riproduzione
Le nascite sono state osservate tra giugno e luglio nello stato del Kansas, mentre femmine gravide sono state catturate in marzo e dicembre nello stato messicano di Veracruz.

## Distribuzione e habitat
Questa specie è diffusa dagli Stati Uniti d'America meridionali, attraverso il Messico fino all'Honduras ed El Salvador.
Vive nelle foreste di pini e querce a circa 1.000-1.800 metri si altitudine, in ambienti ripariali di pianura negli Stati Uniti d'America e in pinete fino a 3.300 metri nel Messico meridionale.

## Tassonomia
Sono state riconosciute 5 sottospecie:
- M. v. velifer: Messico centrale e meridionale, Guatemala e Honduras centrali.
- M. v. brevis (Vaughan, 1954): Nevada meridionale, California sud-orientale, Arizona, Nuovo Messico sud-occidentale, stato messicano di Sonora;
- M. v. grandis (Hayward, 1970): Kansas centro-meridionale, Oklahoma centrale, Texas centrale e nord-occidentale;
- M. v. incautus (J. A. Allen, 1896): Texas meridionale, Messico nord-orientale;
- M. v. magnamolaris † (Choate & Hall, 1967): resti fossili risalenti al Pleistocene rinvenuti nel Texas settentrionale e Colorado sud-orientale.

## Conservazione
La IUCN Red List, considerato il vasto areale, la popolazione presumibilmente numerosa, la presenza in diverse aree protette e la tolleranza alle modifiche ambientali, classifica M.velifer come specie a rischio minimo (Least Concern)).